# 李懐琳
李 懐琳（り かいりん、生没年不詳）は、初唐の書家。洛陽の人。字は不明。

## 概説
草書をよくし、古人の書の偽跡を多く作ったといわれている。『述書賦』の註によると、太宗のとき官は文林館待詔（ぶんりんかんたいしょう）となった。太宗に『大急就』（だいきゅうしゅう）という写本を進上したことがあるが、これも彼が王羲之の書として偽作したものという。
『停雲館帖』巻2に嵆康『絶交書』が収められているが、これも嵆康の名をかたって作った偽作で、この作には双鉤塡墨本も20世紀前半には現存し写真も残っているが、現在は行方不明である。また、蘭亭続帖に収録されている竹林の七賢の書を偽造した七賢帖も彼の書だとされている。

## 絶交書
竹林の七賢の一人として有名な嵆康が山巨源に送った『与山巨源絶交書』（山巨源に与えて絶交するの書）を李懐琳が臨書したもので、全体で159行ある。署名はないが、古くから彼の書として伝えられていて、模写本が伝えられ複製本が出版されているが、模写本の現在の所在は不明である。また、『停雲館帖』に模刻されている。初唐の人の草書が非常に少ないことから、当時の草書を学ぶ上で重要な筆跡である。
巻末に「天監三年九月廿三日進入。雲東湘所進、絶交草書。晋右軍…」という款記があるが、これも李懐琳が併せて臨書したもので、これによると天監3年（504年）、雲という人物が、この『絶交書』を王羲之（王右軍とも）の書として梁の武帝に進上したことになる。
この書が李懐琳の自運なのか、王羲之を倣って書いたものなのかは不明であるが、文徴明は、「もとは王羲之の書である」と『停雲館帖』で述べている。